# Stade La Sciorba
Le Stade La Sciorba (en italien : Stadio La Sciorba) est un stade omnisports italien (servant principalement pour le football et le rugby à XV) situé à San Gottardo, quartier nord de la ville de Gênes, en Ligurie.
Le stade, inauguré en 1994, sert d'enceinte à domicile à l'équipe de football du Genoa Cricket and Football Club (pour ses équipes de jeunes) et à l'équipe de rugby à XV du CUS Genova Rugby.

## Histoire
Faisant partie intégrante du Centro Polisportivo La Sciorba (en italien : Centre polysportif La Sciorba), le stade ouvre ses portes en 1994.
Le 9 février 2008, le stade accueille un match du Tournoi des Six Nations des moins de 20 ans entre l'équipe nationale italienne des moins de 20 ans et l'Angleterre (défaite 22-13 de l'Italie).
Le 10 octobre 2008, le match de la Supercoppa Primavera entre la Sampdoria et l'Atalanta a lieu au stade (victoire 5-3 des génois aux tirs au but).

## Installations
Le stade dispose d'une piste d'athlétisme en tartan de 400 mètres à 8 voies, d'un terrain en gazon naturel, d'un terrain en gazon synthétique pour le football à 5, d'un terrain de football-tennis et d'un espace, toujours en gazon synthétique, spécifique pour la formation des gardiens de but et des techniciens.
La structure comprend également deux infirmeries, des entrepôts pour le stockage des équipements sportifs, sept vestiaires (pour sportifs, entraîneurs et arbitres), des bureaux, une zone de ravitaillement, une salle de réunion et un grand parking d'environ 250 places de parking. Il comprend également 4 piscines, dont 2 non couvertes.
Ces dernières années, la structure a bénéficié d'une série d'améliorations à travers des interventions visant à rendre l'ensemble du stade plus accueillant et efficace, ainsi qu'à mieux s'intégrer aux besoins du quartier.

## Événements
- 2008 : Supercoupe d'Italie de football Primavera

### Matchs internationaux de rugby à XV
| Date           | Compétition                     | Équipes                             | Score | Affluence |
| -------------- | ------------------------------- | ----------------------------------- | ----- | --------- |
| 9 février 2008 | Tournoi des Six Nations -20 ans | Italie -20 ans — Angleterre -20 ans | 13-22 | —         |